# Kelbra
Kelbra é um município da Alemanha, situado no distrito de Mansfeld-Südharz, no estado de Saxônia-Anhalt. Tem 40,54 km² de área, e sua população em 2019 foi estimada em 3.335 habitantes.